# Huedepohliana suspecta
Huedepohliana suspecta är en skalbaggsart som först beskrevs av Conrad Ritsema 1885.  Huedepohliana suspecta ingår i släktet Huedepohliana och familjen långhorningar. Inga underarter finns listade i Catalogue of Life.